# Landreaall
『Landreaall』（ランドリオール）は、おがきちかによる日本の漫画作品。『コミックZERO-SUM』（一迅社）にて連載中。架空の世界を舞台としたファンタジー漫画である。

## あらすじ
各エピソードの名称は作中で公式に設定された物ではなく、単行本帯や掲載誌の解説等で用いられたものである。
エカリープ/火竜編
アトルニア王国の西端にある開拓地エカリープ。その丘には、火竜を封じるために自らも囚われた洞詠士マリオンの宿る樹があった。
エカリープ領主の嫡子であるDXはマリオンに恋をし、彼女を救い出そうと竜退治を決意する。
そして妹のイオン、護衛の六甲と共に、マリオンを救う術を探すための旅に出るのだった。
学園-アカデミー-編
世界の大きさを意識し始めたDXはイオンと共に、王都フォーメリーにある通称「アカデミー」こと王立学院高等部に編入する。
六甲も護衛役（準奨学生扱い）で共に学園へ。ところが彼らの父は「革命の英雄」と呼ばれ、王都では信奉者も少なくない人物。
更に自身は火竜退治という武勲を持ち、上位王位継承候補者であるDXは当人の思惑は余所に学校内で騒動の発端に……。
更に友人らを交えて、出会いや友情が物語や冒険の枠を広げる。
ウルファネア編
父親の死を聞き、急遽リドは護衛の五十四と帰国。
帰国して数日、帰国前に書かれたリドと五十四の手紙がDXと六甲宛に届けられる。
五十四の手紙によりリドの危機を知ったDXはレイ・サークから情報を聞き出し、リドを取り戻すため、自らウルファネアへと向かう。
アカデミー騎士団編
DXがウルファネアへ向かい不在だった時、アカデミーでは夏期休暇前のガーデンパーティが行われていた。
しかし突如現れた大量の未確認モンスターに襲われる生徒たち。
正規騎士団は遠征に出ていて不在。外へはモンスターによる網で覆われ出られない。
やむを得ずティ・ティを筆頭にアカデミーの生徒たちで即席の騎士団が発足される。
閉じ込められた生徒たちの命運は彼ら「アカデミー騎士団」に委ねられた。
夏期休暇編
ウルファネアの騒動を終えたDXと六甲、アカデミーの事件を終えたイオンはそれぞれ夏期休暇を利用してエカリープへと帰宅する。
DXとイオンは変わらないエカリープを満喫している中、ライナスとルーディと共に現れた一人の男「クエンティン」がDXの元へ訪れる。
「19年前の革命を私と終わらせましょう」
玉階と名乗る彼が現れDXは父リゲインが起こした「革命の真実」を知ることになる。
女神杯 / 不在の王女-アブセント・プリンセス-編
馬上槍試合「女神杯-エスナリア-」の騎士候補生の部が終了し、新人賞に選ばれたDX。
表彰式にて賞を受け取っていた最中、突如DXの元へ見知らぬ絶世の美女と玉階クエンティンが現れる。
「この女性は――不在の王女の血を引く王女　ユージェニさまです。」
クエンティンの紹介により、行方不明とされていた王女の娘の存在に王城全体に衝撃が走る。
クレッサール編
隣国クレッサールでDXの両親と六甲が行方不明に。
DXはディア、彼女の侍女アイシャに変装したイオンとともにクレッサールへ。
前王に恨みを持つクエンティンの陰謀がアトルニアを襲う。
新王編
ディアの思い人が自分であると気づいたDX。友人たちに勇気づけられ自分の気持ちを伝えようとするが、王妃となるディアの決意を汲んで両想いのまま距離を取る。
そして、ファラオン卿は戴冠、ディアと正式に婚約。新暦「ランドリオール」が制定された。
騎士候補生編
旅先や王都でトラブルに巻き込まれながら、騎士候補生の訓練、試験やレポートに追われるＤＸ。
ダンジョン編
王城の地下ダンジョンで行われる騎士団の大哨戒にDXたち候補生も参加する。しかしダンジョンの転送システムに異変が起こり、候補生たちは遭難。DXは合流した仲間と共に地下ダンジョン深層からの帰還を目指し攻略を開始。地上では騎士団による救出作戦が始まり、イオンはダンジョンに飛び込み六甲と合流。ディアはトリクシー、レイと王城の地下書庫にある、王家の者しか入れない「幽架書斎」でダンジョン攻略の古文書を解読、アンと協力して救出作戦に協力することに。

## 登場人物
声優はドラマCDおよびOVAの配役から。
DX・ルッカフォート
声 - 鈴村健一
主人公。17歳。「DX」は公共名（パブリック・ネーム）であり、聖名を含むフルネームはディクスン・ノクト・ルッカフォート。アトルニア王国のエカリープ領公子であり、同王国の第4位王位継承候補者。
武勲に秀で人徳も厚い革命の英雄リゲイン・ルッカフォート将軍と、凄腕双剣使いの女傭兵ファレルの間に生まれた長男。父親譲りの金髪に母親譲りのすみれ色の瞳で、母親似の整った顔立ちをしている。一見ぼんやりとしているが、元傭兵の母親と食客であるニンジャの頭に剣術や格闘技にくわえ忍術の薫陶を受けて育った結果、野盗や危険種（モンスター）を軽くあしらえるほどの腕前となる。得意とする剣術は傭兵流の双剣使いで、武芸においては恐ろしく高い潜在能力を秘めているが、自身の制御が効き過ぎていて、人間相手に本気を出せることが滅多にない。また、傭兵ではなく騎士の剣術における礼儀作法等は、アカデミーに入学するまで知らなかったため不慣れ。火竜との戦いの際に、右腕に後述する「竜創」を受けている。
アカデミー入学後も、学内外、国内外の様々な事件と経験を経ていく事で、多くの知見と知識を得て成長していく。徐々に国の在り方、騎士の心構え、それらを傭兵の持つ柔軟な考え方で学んでいき、彼自身の立場と人の上に立つ者としての資質を見せていく様になる。
自覚は無いが重度のシスコンで、イオンを傷つけるものには容赦がない。決心した際の行動力はかなりのものだが、関心がないことには全く関わらないスタンスで、加えて価値観が独特であることから周囲には変人で通っている。飄々としておりとっつき難いようだが、裏表や他意が無く、対人関係では家柄や立場よりも「人」を重視する性格のため、周囲には自然と人が集まる。また、見返りを求めない助勢を隠れて遂行することを良しとする性質があるが、ともすればそういう行為を楽しんだりするところもある。
好みの女性のタイプは髪の長い、心優しい才媛で胸の大きな女性と噂されていたが、直接問われた際に本人は自覚がないのか否定していた。
幼い頃からエカリープにある歌う樹に宿るマリオンに想いを寄せており、物語は彼のその想いから始まっている。
イオン・ルッカフォート
声 - 榎本温子
DXの妹でルッカフォート家の長女。アトルニア王国エカリープ領の公女。15歳。お転婆で素直、明るくまっすぐな性格。兄や両親と同じく人を見る目に優れており、人を惹きつける魅力も兼ね備え、エカリープにも学園にも多くの友人がいる。名前の由来は両親の恩人でもあるマリオン（Mar「ion」）から。
格闘技の力量はDXや六甲に比肩し、アカデミーでその実力をのぞかせた際には騎士候補生達を驚かせている。兄と同じく忍術や格闘技を学んで育ったため大変身軽で、宙功歩（エアライド）を交えた棒術を得意としている。勁（一種の功夫）の才能にも優れ強力な発勁を放つこともできるなど、武術家としてかなりの水準にある上に依然成長途上とライナスたちの護衛官にも成長が期待されるほどだが、建物の壁をよじ登り3階の窓に顔を出すなど、あまりの快活さに「お猿」と周囲に評されることも。
当人曰く「無垢ではなく無知」とのことで、マナーや作法は大の苦手。「花より団子」という性格だったが、王都のアカデミーに編入した後は騎士候補生のカイルに思いを寄せるようになる。ただルッカフォート兄妹を陥れる姦計に利用されたカイルが自らを恥じて身を引いてしまったため、表向き彼に振られてしまう形となった。
お転婆な性格ゆえに目立たないが、正装すれば周囲を騒がせるほどの美人。本人は自由な恋愛結婚を望んでいるが、立場や家柄が高過ぎることから周囲には「無理」と言われることも。
彼女が「天馬の乙女」として役割を果たした事で、天馬の子供は無事に生まれる。その事で危険種襲撃事件は解決へと導かれ、その後メイアンディアと友人となった事で王城への出入りも増える事となった。クレッサール編ではDXと六甲に気付かれない様に変装したディアの侍女（と護衛）として同行し、彼女の身を守りながら奔走する。ダンジョン編での救出部隊にニンジャ見習いとして紛れて、DX達のサポートを行う際にも、死に瀕した夜嵐蟻（ギガントアント）の女王蟻に。
六甲
声 - 津田健次郎
DXとイオンの護衛役のニンジャ。黒縁の色付きゴーグルを常に掛けている。ルッカフォート家に仕え、幼い頃から2人と共に育ち、また彼等の両親にも家族同然に育てられた。普段は「転气」という術を使い、人目につかないようにしている。
リゲインの命によりDXに忠実に仕えており、彼の命令には基本的に従う。ただDXやイオンとの関係は、命を救われたからという恩義以外にも、人として対等に接してくれることへの感謝や、ニンジャとしての使命感が入り混じった複雑なものであるため、従えない命令等も存在する。
暗器などの扱いに優れるが、武術に関してはDXたちも彼に遜色の無いほどに鍛錬を積んでしまったため、護衛としての立場は「守る側と守られる側」という単純な間柄ではなくなってしまった。
DXやイオンが立場や主従関係を好まない事もあり、彼らには振り回される事が多く気苦労が絶えない。そのことから護衛官を志望するフィルに同情されている。
後期より「ルッカフォート家の子供」としてアカデミーに正式に編入、護衛官としてではなく生徒として在籍することとなる。ゴーグルを外した素顔は、アカデミーの女生徒からの人気も上々な様子だが、慣れないため少し落ち着かないらしい。
なお、名前の「六」は「殺戮」の戮（りく）の当て字で、かつての所属部隊であった「六番」と呼ばれる殲滅戦担当の忍者区分（部隊）に由来する。しかし所属部隊は過去の戦役で師父と六甲を残して全滅、六甲の名も忍者区分としてではなく彼個人を指す人名として扱われている。
マリオン
声 - 折笠富美子
洞詠士（フースルー）。19年前、自らの歌を求めて放浪の旅をしていた彼女は、火竜の住む山を訪れた。彼女の得るべき歌は火竜を眠らせる歌であり、暴走し荒れ狂った火竜を封じるために、彼女は身を犠牲にして歌を歌う。その身体は「歌う樹」となりエカリープの地に根付き、彼女の魂は「歌う樹」に宿り、縛られることとなる。この出来事は国中に広く知られ、マリオンは伝説の洞詠士と呼ばれている。
「歌う樹」に宿る実体の乏しい魂の姿で幼いDX達を見守っており、DXにとってはその頃からの想い人である。DX達が火竜を目覚めさせ、その病を鎮めたことで、彼女は火竜の力により時間軸を遡ることとなる。
過去の事件が原因で視力はほとんど無いが、天恵により周囲を感じ取る力に優れ、その力によって唱を紡ぎ出すことができる。優しい心の持ち主であり、穏やかな性格の美女で、また人の心の機微や洞察に大変優れる。
本作の前身であり、プロローグ的作品である『クレシェンド・マリオン』のヒロインであり、最重要人物。DXとイオンの両親であるリゲインとファレルの喧嘩を仲裁して共に護衛として雇い、火竜の山「シーリアングローブ」へと向かう。
リゲイン・ルッカフォート
声 - 東地宏樹
DXとイオンの父。アトルニア王国エカリープ領の現領主。45歳。先王妃ルクレイシアの従弟。革命前は王国の騎士団に所属し、異例の若さで出世、高第二位将軍の地位に就いていた。王位継承権も保持していたが、現在は放棄している。
アトルニア王国における革命の英雄として認知されており、カリスマ性も高く、多くの人々に現在でも英雄視される存在である。将軍位を返上した現在でも「将軍」の敬称が付けられることが多いが、当人は田舎開拓地領主の立場に満足している。その一方で「折れた剣」ないし「折れ剣」という前王死去に絡む不名誉な呼び名も持つが、こちらは本人は割と気に入っている様子。
マリオンとファレルと共に臨んだ火竜との戦いは伝説になっており、その一部は（多少誇張された）ロマンスとして劇の演目にも人気が高い。騎士としての立場を捨て傭兵家業を営んだ時期もあり、現在でも子供達がいない時には妻と共に辺境を行き来する旅人を護衛する傭兵業をこなしたりしている。性格は大らかにして豪胆、器の大きくも穏やかな人物。DXに剣を持つ心得と覚悟を教えた。
『クレシェンド・マリオン』では、マリオン、ファレルと共に傭兵として火竜に挑んだ物語が描かれており、この物語はLandreaall本編では伝説として語られ、舞台劇にもなっている。また、マリオンの失明の原因について、リゲインは彼女に対して少なからぬ負い目があったことも語られていた。
先王を彼が感情にまかせて弑したことが革命の真実であるが、現在、その事実は評議会議長・オズモなどによって伏せられている（後述）。
プロポーズの言葉は「レーズンが嫌いで全部皿のすみにフォークでよける」や「館じゃすぐ裸足になる」だが、妻曰く「奥方に敷かれている」とか「拝み倒して結婚した」とか「粗品」とからかわれている。
ファレル・ルッカフォート
声 - 北西純子
DXとイオンの母親。40歳。旧姓はディッツ。結婚前は傭兵業を営んでいたが、現在でも暇を見つけては夫婦で行き交う旅人や商隊を護衛する傭兵業を行っており、日々の剣の修練は欠かさない。DXに剣を指南したのも彼女である。自身の戦闘スタイルも息子と同じ双剣であり、夫であるリゲインにも引けを取らない実力の持ち主。
黒髪の麗人ながら男勝りを地で行く性格で、母親となってからもその気の強さと怖さは健在、六甲を含む子供達への見事な教育方針へと結びついている。DXや六甲が頭の上がらない、数少ない人物。
『クレシェンド・マリオン』では、少年のような出で立ちで登場。リゲインは最初女性であると気づいていなかった。母の病を治すために火竜の石を必要としており、マリオンに同行する。
若い時に携えていた彼女のかつての愛剣ルズパリアスとヴォリフォレアの内、ルズパリアスは火竜との戦いで折れたためにヴォリフォレアと鋳合わされており、現在はDXに受け継がれている。
彼女のことを、傭兵の出自でありながら領主夫人となったその経緯から、それを疎んじる貴族達の間では口性無い噂によって揶揄されているが、同時に奇妙なカリスマで崇められてもおり、特に女性ファンは王城に現在も多く存在している。
王城においてユージェニがクエンティンに推挙された際にも、独自の判断で立ち回り貴族達への疎みや危険視を回避して、自身の立ち位置を確保する計算高さを見せた。後にクエンティンの罠によりクレッサールの砂漠に置き去りにされ、リゲインがユージェニの件で心折れかけた時も不屈の意志を示し彼を叱咤激励し続けた。

### 王城関係者
アニューラス・バラライカ
声 - 本田貴子
通称・アン。DXの玉階（後述）で、DXのことを追いかけまわしている。26歳。バラライカ家の家宝「聖鈴」を使い、猫型のモンスターを召喚し使役する。しっかり者で気が強く、また並外れた行動力や人脈を持ち、政治的駆け引きにも優れる。
当初、DXはアンのことを見合い相手だと勘違いしていた。レイ・サークとは腐れ縁の友人。作品中で性別についてはなかば意図的に言及されていない。別名「バラライカ家の問題児」で、DXに王として相応しい資質を見出している。イオンに対しては、妹分のように可愛がっている。
身分を明かしてからはDXを政治的にサポートしたり助言する立場にいるが、ともすれば「手からすり抜けようと」するDXに手を焼かされてばかりいる。
オズモ・ホルスト
声 - 加藤将之
リゲインの旧友で、王城でも有数の高位貴族。評議会議長も務める。DXやイオンには「オズモおじさん」と呼ばれており、DXによく見合い話を持ってくるが、全て断られている。
高位貴族でありながらそれを笠に着ることなく、人を身分ではなく人物で見る。国、民、王、騎士団の全てを大局的に捉え、政治を行う。
「革命」を立案を行った人物であると同時に、リゲインと共に「革命の真実」成し遂げた中心人物でもある。現在も王国の中心人物としてアトルニアの再建と復興、発展に尽力している有能な人物で、継承権を持っていないのに玉階から王への推挙を受けた事もある。
メイアンディア・クラウスター
声 - 川澄綾子
愛称はディア。真祖（ロイヤルクラシック）の家系にも連なる名門クラウスター家の末娘で、小柄で赤い巻き髪の美しい少女。17歳。オズモ卿がDXに紹介した見合い相手（ペルティータ）の妹で、マリオンとの別れの直後、落ち込んでいたDXの前に姿を見せた。DXと同い年だが、結婚が決まったためにアカデミーは既に自主退学している。
ファラオンの弟子の一人で多くの知識を学んでいる才女で、DXとの会話でも彼の性格に飲み込まれない聡明さも持つ。また、行動力もあり優雅だが悠然とした雰囲気の持ち主。王城の高位貴族婦人の中には彼女を”妖婦”と呼び疎む者もいる程、高位貴族令嬢としては型破りな胆力を持つが、寝床が変わるだけで眠る事が出来ないほど繊細な面もある。
継承候補者絡みのある事件において暗躍し、大老（次期国王候補のファラオン卿）の使いとして、及び円卓や議会に関わる問題の収拾にも動いていた。後にDX、イオンとはそれぞれ別の場で出会い、友人となる。女神杯 / 不在の王女-アブセント・プリンセス-編以降、国勢やDX周辺の様々な事件とも関わり、クレッサール編ではファラオンの命によってDX達と同行し、事件の解決を果たす。ダンジョン編でも彼女の行動力と知識は、DXダンジョン攻略において多くの助力となった。
「人間の記憶を呼び覚ます」天恵持ちで、その力は直接的に記憶や精神にも干渉する極めて強力なもの。これはDXにも通じるほか、クレンティンの呪いにすら打ち勝ち、彼を救う力ともなった。一方でこの天恵は使い方次第で、イ・サーク曰く「僕を壊せる」と怯えさせている。
ファラオン・ランドロット
古参の高位貴族で、王家の歴史に最も通じていると言われている。メイアンディアの婚約者。後にアトルニア王国の新王へと即位する。
若い頃から”大老”と呼ばれている程の卓越した賢知を持ちながら、有能で前王に殺されずにすんだ「数少ない良識ある貴族の総代」である。元玉階で、革命後には既に彼を王にと望む声が多かったが、前王の暴挙を止められなかった罪の意識によりそれらを全て固辞していた。しかしその後「玉階は王になれない」取り決めのため、後にその座を辞している。彼が今になって王となる事を決めたのは、新たな王が誕生するまでの時間稼ぎを行う贖罪のためである。
メイアンディアとのレイ・サークの先生でもあり、彼らに様々な知識を授けているほか、天恵の修行をつけ心構えを説いた。
息子ローハルトの死にまつわる事件による心労や、高齢に伴い現在は認知症が進行しているが、ディアの天恵によりそれを補い、賢王としての治世、政治と、国内規模の事件についての対処を行っている。学者肌で知識欲旺盛であるため、ディアが側にいる際にはその面が顔を見せる事がある。
クエンティン・フェーレン
声 - 三木眞一郎
玉階の一人。銀色の長髪を持つ優雅な美青年。ある目的のために、アンとは別にDXを王に推挙するために現れた。フェーレンは「欠けている」を意味する。洞詠士の天恵を持つが、現在はそれ呪紋で歪めた形で行使する"呪い"の力を持つ。
19年前の戦争で消えたザンドリオ領シングフェルス家の唯一の生き残りであったが、戦争に巻き込まれ、クレッサール国内で奴隷のような状態で5年ほど過ごす。戦後に使者として訪れたリゲインと知り合い、アトルニアへ帰還した。現在は貴族として復権し、クレッサールとアトルニアの仲介特使も行っている。リゲインとDX以外に「革命の真実の更に真相」を知るただ一人の人物で、前王を嫌悪していることをDXに明かす。
彼の真の目的は心底憎んでいる前王への復讐で、彼に連なる全てを消し去る事であった。そのため、アトルニアを転覆しようと暗躍していた事が判明し、呪いによってあらゆる仕掛けを王城内に巡らせていたが、最終的に国の存続を強く望み尽力してきたオズモを始めとした貴族たちと、直接対峙したDX、メイアンディアによって事態は収拾される。
ユージェニ・ソーリディア
女神杯決勝戦後にクエンティンによって紹介された、金髪とすみれ色の瞳を持つ高貴な美女で、「不在の王女（アブセント・リルアーナ）」の娘。そのため容姿がリゲインやDXと似ていると感じる者も多い。
貴族としての礼儀作法を身につけているが、一方で高貴な令嬢としては通常学ぶ事はないであろう騎士の剣技も学んでいる。DXやイオン程ではないが、豪胆な性格も見せる型破りな「お姫様」である。
アトルニアでは女性は王とはなれないが、クエンティンは前述の策略とも関係し彼女を王位継承者として推挙している。クエンティンの策略を知りながら彼と共にあったのは、彼女自身の本当の目的が「亡くなった母とクエンティンを護る騎士」となるためであった。

### バチカン
ウールン
バチカン公国の公主で、主国パンテルイモノス王国の末姫。竜と交感する能力があり、公国が奉る神竜の巫女でもある。それ故に竜脈への干渉も可能とする力を持ち、竜気に満ちた土地であればDXですら目の前にいても気付けないほど、強力な「めくらましの竜式」なども扱える。更に神剣や竜創（後述）などを媒介にして、竜の力に絡ることすら可能な能力を持ち、こと竜気に満ち縁の深い地元であれば「MP∞のチートキャラ」とのこと。幼く快活な性分でイタズラ好きだが、公主としての教養があり、誇り高い。
公主としての役職や責務もあって少々高飛車なところもあるが、イオンを手紙のやりとりをするほど親しい友人と認めている。DXには淡い憧れを抱いている。
リー・ジエイ
バチカン公国の政務次官。正装したイオンに一目ぼれ、以後ウールン経由であるもののイオンの近況を聞いて一喜一憂している。
女官長
バチカン公国の女官長。ウールンを上手に褒めて公主の仕事が円滑に進むよう助けているが、時々は諌めて行き過ぎをとめるなどしている。

### アカデミー
濤・竜胆（りんどう とう）
声 - 平川大輔
通称・リド。DXのルームメイト。ウルファネアからの留学生で、ウルファネア王家に連なる貴族筋の公子（次男）。16歳。好きな食べ物は桃で、嫌いな食べ物はないが辛すぎる物が苦手。好きな女性のタイプは明るい人。
穏やかな性格で、模範的な優等生。DXの突拍子も無い行動にいつも驚かされている。異母兄弟の兄が一人いるが、性格の相違や御家騒動などの問題が絡み合い、その仲は複雑。アカデミーに留学してきたのもそうした理由が背景にある。
ウルファネア式の剣術に秀で、居合においては達人並みの腕前を持つサムライ。集団戦の訓練は受けていないものの個としての実力は騎士候補生と同格かそれ以上。次男坊気質で聞き分けが良過ぎるところもあり、自分を過小評価する発言が散見される。また、自制心が非常に強く、あまり自分の要望のようなものを表さない。幼い頃、跡継ぎ問題を避けるために母親に女装をさせられていた。
故郷に戻っての御家騒動の最中、DX達の助力もあって兄との確執は除かれたことで、自身の夢を見据え、それを実現するための道を歩み始めた。現在はDXに協力することでそれを学ぼうとしている。
極めて強力な「純天恵（クルール）」の持ち主で、竜脈を視ること干渉する事などもできるが、厳密にはどのような能力があるかは未だ不明となっている。
ダンジョン編ではDXと共に地下ダンジョン深層からの脱出を目指す。純粋な戦闘力ならパーティー中最も高いと評される。ドリップ・カクテルの"刀自（ミストレス）"曰く「ダンジョンを深く潜れば潜るほど強くなる属性」であり「純天恵（クルール）は無尽蔵の天恵だ。わたしのいたずらも突っぱねる潔癖…いや鉄壁」。
フィリップ・グレイ
声 - 鈴木千尋
通称フィル。外周（フリンジ）出身の元不良で奨学生。ある事柄を経て、DXの最初の友人となった後に六甲とも最初の友人となる。口が悪く頻繁にスラングを使うが、義理堅く仲間を大切にする性格。
護衛官志望で、ナイフ投げが得意なほか、育ちの悪さもあって手癖も悪く、イカサマやスリも得意。ティ・ティとは中等部以来の友人であるが、表向きはティ・ティの立場を慮って、やや引いた態度で接している。イオンに好意を寄せているが、本人には全く気づいてもらえず、専ら彼の母お手製のクッキーをねだられている。かつては身分から貴族の子女も多いアカデミーで低く見られがちであったため、貴族に対して斜に構えて接するところがあったが、最近は継承候補者でありながら身分差など歯牙にも掛けないDXに振り回され「拗ねているひまも無い」らしい。
アニューラスとゼクセレンに才能を見出され従騎士候補生に推薦されることになった後、イオンの強さと優しさに触れ、自らの目標と決意を定める。家族は母（リーズ・グレイ）が一人。護衛官であった父は無茶な主に振り回された結果として仕事中の怪我で死亡したが、その事件が彼の家族が苦境に立たされた原因となっている。兄弟の存在は匂わせているが死別している模様で、病弱だが明るく前向きな母と一緒に住んでいる。
ダンジョン編ではDXと共に地下ダンジョン深層からの脱出を目指す。
ライナス・カディス
声 - 諏訪部順一
アトルニア王国屈指の貿易商の息子。家族は父親と母親が3人。野心家で自信家だが義理堅く公平な面もあり、商才に秀で、ルーディーと組んで学内外で学生やその人脈をたどって、様々な商売を広げている。いずれは自らの手で起業するつもりの様子。18歳。
長期休みの間はルーディと様々な土地に行き、ルーディが工房を訪ね歩いている間は、1人で洞窟に潜りジェム鉱泉を探したりしている。自力で４つのジェム鉱泉を発見して所有権を得ており、「洞窟狂（ラッドケイバー）」「趣味の範疇を超えている」と言われるほど。
初恋は４歳の頃で、カディス家に出入りしていた業者の美人で計算が早かった会計係。
竜創のあるDXの右腕が大変な価値を持つことから欲しがっている。家の発展のため、円卓候補であるDXに商売の契約書を書かせようとしたり、その妹であるイオンに対してはプロポーズや高級チョコレートで餌付けをしているが、あくまでも商人としての矜持から一方的に相手に不利益を出したり自分だけが利益を得たりする取引は嫌っている。また、イオンの実力を知らない数少ない男子生徒でもある。
DXに対して「敵でも味方でもない」と言って挑発するような言動を見せるが、良きライバルのような存在でもある。後にカディス家関連の事件でDXの命が危機にさらされたと知ったときは、（本人のいない場ではあるが）DXを指して「ダチ」という言葉を使っている。ルーディーとはいとこ同士でルームメイト。
ダンジョン編ではDXと共に地下ダンジョン深層からの脱出を目指す。パーティーの中でダンジョン攻略経験が最も豊富であり、戦力も十分と評される。
ルーディー・サレー
声 - 杉田智和
ライナスの従兄弟（ルーディの母がライナスの父サイラスと兄弟にあたる）で、幼馴染。カディス家専属の宝飾デザイナー一族の息子。才能ある宝飾職人の卵で、細工師としての腕は家系に違わず、既に天才の域に達している。18歳。
ジェム（後述）から最大限に力を引き出す「喚起（チャーム）」の天恵を持つ。天恵研究所によるとほぼ全てのジェムを喚起できる（ほぼ全てというのは研究所に存在しないジェムは試せないから）。容姿端麗かつ天性の女好き。女の子受けが良くてマメな性格から、街を歩けば彼の知り合い（全て女性）がいたるところにいる。心の機微に聡く、他人とはことを荒立てずうまくやっていく八方美人な性格だが、DXには当初嫌っているそぶりを見せていた。
実はDXが幼少時代に1週間だけアカデミーの初等部に在籍した際、非常に仲良しになっていたことがある。しかしDXのいい加減な性格のせいで幼心に大打撃を受けて、彼を嫌うようになった結果、時を経てある事件を起こす事態となる。
ダンジョン編ではDXと共に地下ダンジョン深層からの脱出を目指す。戦闘能力はないが、喚起の能力はパーティーにとって計り知れない恩恵を与えると評される。
ティ・ティ (TT) ・トリッドリット
声 - 阪口大助
高位貴族で第15位王位継承候補者で、騎士候補生。将来は議会に入る予定。15歳。「TT」は公共名（パブリック・ネーム）。トリクシーという双子の妹がいる。フィルとは中等部時代からの友人。
トリクシーとの間にテレパシーの天恵を持つ。その力を保つため、太った体型を維持しているが、時々は見合いのためや社交のために急速ダイエットをしているらしい。性格は温厚かつ常識的で、貴族におけるしきたりにも明るい。自分が権力を持つことに否定的なDXと違い、目的のために自分の権力を有効利用することをいとわない。
「デブキャラ」を自称するが、小さい頃から剣術を習っているため、騎士作法としての剣術は扱うのも教えるのも上手い。また、アカデミー騎士団編においては指揮官として優れた資質を見せた。
ダンジョン編ではDXがリーダーを務めていたため、その参謀として動く。
カイル・タリーズ
声 - 高橋広樹
アカデミーの優秀な騎士候補生。王都生まれの王都育ちで3歳から騎士の教師がついていた。親が騎士団に所属している。身分卑しからず礼儀正しい好男子であるため、女生徒には非常にモテるため学園内には「タリー・ガール」と呼ばれる一種のファンクラブまで存在する。
マクディに利用されてイオンに近づいたが、それをDXに知られたことで落し前を付けられ、自分の非を謙虚に受け止めた。勇敢かつ規範に則った騎士道精神の持ち主で、加えてマナー面でも洗練されており、規律に厳しいミセス・ケリーからも信頼されている。騎士としての剣術にも優れるが作法に則った試合に限ってのことで、実戦的な傭兵の剣術を使うDXには反応できていなかった。一方で馬上槍試合のようなルールに則った場合、本気を出し乗馬にも助けられたDXとも互角に渡り合う実力を持つ。
イオンの純真さに敬意を抱いており、姦計に利用されたことで彼女の心を弄んだことを恥じて身を引いたが、騎士として「彼女の涙のために3回死ぬ覚悟をする」という誓いを胸に秘める。イオンとはその後も友人関係を続けており、女性を尊重する紳士的な言動で相変わらずイオンをドキドキさせることも。
危険種襲撃事件の際には、いち早くアカデミー騎士団を纏め上げ、ティティを指揮官に据えるなどして命令系統を立ち上げる。その後も正しい騎士の資質を示し、最前線で指揮を取りながら戦い続けた。
マクディ＝エミール・エンドゴーシュ
声 - 中澤まさとも
高位貴族の息子で、騎士候補生。将来は議会に入る予定。嫌味な性格で貴族的な地位争いから他の貴族を追い落とすことに熱心で、フィルやDXによく突っかかっている。護衛官を兼ねた従兄弟2人（アレンとロニー）とはいつも行動を共にしており、ライナスには「エンドゴーシュの三バカ」と呼ばれていた。家の権力と自分の権力の区別がついていないため、プライドが高く尊大な態度に出るが思慮が足りず、姑息な手段を弄するも「人を呪わば穴二つ」で、自分だけ落とし穴に落ちているような有様である。
危険種襲撃事件の際には、騎士としての誇りを見せ、戦場に残ろうとする気概を見せた。
ハル＝アール・スレイトン
声 - 羽多野渉
男子寮の監督生であり、騎士候補生。将来は議会に入る予定。ジア・コービム（声 - 神田理江）という婚約者がいる。黒ブチ眼鏡で規律に厳しく、秀才だが堅物である。ただユーモアを解さない訳でもなく、適度に羽目を外すのはどうやら好きらしい。霊感がある。
危険種襲撃事件の際には、個人技量が高い生徒から選ばれた女子脱出組を護衛する隊に、戦闘力ではなくリーダーの役割で選ばれた。
マグナル・リースリング・ウィコナトル（古ノ黒角）
生物学専攻生。王都周辺の生物をレア・モンスターを含めすべて把握しており、危険種のアカデミー襲撃時には、モンスターの生態調査や毒の対処法の確立など裏方として大きく活躍する。またモンスターをスピンドル（糸巻き）と命名した人物でもある。
パティウス公国の公子であるが、王位継承権が低いため学者を志し、アトルニア王国に来た。パティウス王室訛りが抜けておらず関西弁のような口調で話し、飄々とした口調と態度が目立つが、正体不明のモンスターの死体を持ち帰って解剖したり、自らスピンドルに噛まれ毒の治療の有効性を実証したりとアクティブな面も見せる。アトルニア王国では「公子」は貴族の息子を指すため、式典などでは便宜上「王子」と呼ばれる。
シメオン・ヒューロット
名門騎士家系の候補生。15歳。金髪で身長が低い。しかし、DXとは違いまだ成長途上にある。
候補生でありながら騎士としての高いプライドを持っている。アカデミー襲撃時には、隊を率いてライナスと会話しながら戦うなど高い技量を見せた。身内にアカデミー出身者が多いため、騎士でないライナスに助けられプライドが傷ついたと食って掛かった際に舌先三寸で丸め込まれ「プレゼント用宝飾品を割安で提供」という1年契約を結ばされている。
ワイアット・レンドゥス
声 - 田村真
候補生。次男で5歳年上の兄が領地を継ぐ予定。黒髪短髪で長身。候補生の中では剣が一番強く、槍の扱いにも長ける。
危険種襲撃事件の際には、個人技量が高い生徒から選ばれた女子脱出組を護衛する隊を務めた実力者。しかし女子の扱いは苦手としており、パーヴェルのファンレター返事講座をＤＸと共に受けている。パーヴェルとは父親同士が親友であるため、幼い頃から頻繁に会っており、親友でライバル。
パーヴェル・フォッター
声 - 阪口周平
候補生。長男で領地を継ぐ予定。領地経営、建築、都市計画などDXと講義がいくつもかぶっているので仲良くなるのは早かった。
戦略に長け危険種襲撃事件の際には、ティ・ティの補佐として寮内の守備隊のリーダーを務めた。ワイアットとは幼馴染で親友同士。
レオフィン・コールハース
声 - 金光宣明
候補生。通称レヴィ。イオンのルームメイトのチルダと交際している。
危険種襲撃事件の際、初等部の生徒を助けるためにスピンドルを攻撃するが、そのスピンドルの毒で昏倒してしまう。後に入院先の医院で快復する。チルダのことを大事に思っていて、不注意な一言で傷付けてしまったことに気を病み、得意の槍試合で意図的に負けることで自分を罰した。
セイファス・ウィフテッド
候補生。植物学教授のデミトリ・ウィフテッドの息子。母のロクサーヌ・ウィフテッドはバチカンに単身赴任中。嫁いだ姉がいる。両親にはまだ話していないが、将来は聖騎士団（後述）に入りたいと思っている。
アレックス
候補生。王都生まれの王都育ちで都会を知りつくしたシティボーイで情報通。父は議員。寮と実家を行き来する生活をしており、実家には猫と犬と鳥を飼っているから帰りたい模様。
危険種襲撃事件の時はワイアットとチェスターと共に女子脱出組の護衛に加わった実力者。
チェスター
候補生。クレッサールとの国境にある領地出身。
危険種襲撃事件の時はワイアットとアレックスと共に女子脱出組の護衛に加わった実力者。
クロード
候補生。山脈を擁する領地の出身。
危険種襲撃事件の時は隊を率いて女子寮防衛で善戦するも、イオンたち援軍が来る直前に力尽きて戦線離脱。
ユスタス
聖職者志望の生徒。「喚起（チャーム）」に類する天恵を持つ。光（ルスト）ジェムを秒単位で点滅（タンギング）させる特技を持っており、アカデミー襲撃時には、ジェムの光をモールス信号のように使って部隊の通信を担った。「タンギングは暇つぶしにはじめたらハマった」らしく現実で言うところのペン回しのような技術らしい。
ホルト
下級貴族の生徒。「喚起（チャーム）」に類する天恵を持つ。アカデミー襲撃時に祖父の昔話から光ジェムを使用した通信を発案する。天恵の使い過ぎで鼻血を出して倒れたユスタスの代わりに通信を担う。祖父は騎士であったが、本人は商売をするつもりでいる。
メルヴィン
候補生。ローズレイン領出身。８歳から領を離れて王城騎士の父と王都暮らし。
ジル・フィッツレイ
モントーレ家と近しい高位貴族家出身の候補生。ソニアははとこ。箱入りだがお飾りの騎士は嫌なのでまじめに訓練をしてちゃんと強い。カイルの次くらいにラブレターをもらっている。
エイツ・ヴィルト
モントーレ家の分家出身の候補生。ジルの従者（相棒に近い）的な立場で育てられている。
ソニア・モントーレ
声 - 玉川紗己子
イオンのルームメイト。生粋のお嬢様で友情に篤い。明朗快活で素直なイオンに夢中で、イオンをめぐりアンと火花を散らすこともしばしば。ライナスの商人ぶりを踏まえてイオンに注意するところなど、意外としっかり者でもある。
なお、彼女の家であるモントーレ家はクラウスターと並び、貴族内で強い影響力を持つ真祖の家系である。
チルダ・マディール
声 - 小松里歌
イオンのルームメイト。下級貴族の出の才女で眼鏡をかけている。色々と事情通。女性ながら、研究生として法学の勉強を続け、ゆくゆくは王城で仕事に就きたいという夢をもっている。彼女の実家マディール家は優秀な学者、事務官の家系。
トリクシー・トリッドリット
声 - 弓場沙織
ティ・ティの双子の妹。女子寮の監督生。テレパシーを通じて兄の感情や言いたいことがわかる。少々口うるさいが面倒見の良い性格である。兄同様、感応能力の研究には太った状態を求められているため、非常に安定性の良い体型だが、こちらも社交的な場では必要に応じて急速ダイエットをしているらしい。
アカデミー襲撃時にはティテイと共にテレパシーを利用して二方向からの相互指揮を行っており、彼女自身にも高い指揮能力があることが明らかになったが周囲にその事は秘匿している。
ダンジョン編ではメイアンディアと共に王城の書物を調べ、得た知識をティ・ティへと送り懸命なサポートを行った。
五十四（いつよ）
声 - 本多知恵子→西村ちなみ
リドの護衛役であるニンジャ。ウルファネアからリドに従ってやって来た。小柄な体型であるが実は24歳。体型に釣り合わぬ巨乳の持ち主で、男子学生や指導者勢には「小さいのに大きい」などと評され驚嘆の的になっている。普段は女子寮の護衛官も兼任している。
寮が異性禁制であることを知らずに来たため男子寮に入れないこととなっているが、リドを案じ、人目を盗んで時折出入りしている。ニンジャとしての本来の呼び名は「五の十四」（ニンジャは番号でその役割を示す）で名前は持たない。
ニンジャにしては感情が顔に出やすく、リドに対しては「様」付けはするものの、姉のような態度で接している。また、面倒見が良く、イオンや六甲にも様々な助言や手助けをすることもある。
レイ・サーク
声 - 大川透
アカデミーの研究生で男子寮の相談役（チューター）。軽薄な口調を好み掴みどころのない性格だが、なにやら腹心があるらしく、思わせぶりな態度を取る。DXとリドの部屋の真上の部屋に住んでいる。
本の虫で、時々自らが積み上げた本が雪崩おち、その下敷きになっている。趣味は「悩みの無い者に悩みの種をくれて回ること」で、誰とも広く薄く上手に付き合っているリドが唯一「苦手だ」とこぼす人物。口にする情報にウソはないが、肝心なことは言わなかったりする。特殊な天恵を持っているが、訓練を怠っているらしい。
アンとはアカデミーの同期生同士であり、会うたびに憎まれ口の応酬が絶えない。ディアとは大老の元で学んだ同門の徒で、兄妹弟子で実際の関係性もそれに近い。ライナスによれば王城から監視と行動の制約が付いているらしく、本人曰く「僕の檻は僕が知ってはいけない秘密でできいるんだが、僕はただの傍観者」。
ビオ（BH）・エインズワース
声 - 加藤亮夫
アカデミーの学長。あだ名はビッグハンド。大柄で落ち着いた雰囲気を持ちながらも、アカデミー生を守る強い信念と、議会の高位貴族達にも一歩も引かずに渡り合う強かさも併せ持つ。
アカデミー生達のことを見守りながら、国家の未来を託さんと期待をかけている。地下の植物標本温室の責任者でもあるが世話を植物学の教授に一任しており、そこから強奪に近い形で植物を持ち出すことになった六甲を気遣うなど生徒以外にも配慮の出来る人物。
ルシアナ・ケリー
学園の寮監。年齢は60代。「R・ケリー」と呼ばれ、アカデミー生や卒業生にも恐れられている厳格な女性。学長と同様にアカデミー生を守ることを信念としている。夫は寮の経理担当。
過去、家柄が元で学内でおこったいざこざから同世代の女子生徒が事故死、相手の女子生徒も退学の憂き目を見、その諍いの発端となった上位貴族の男子生徒だけが咎められなかったことに怒り、その思いが厳しい態度を通して女子生徒を律すると共に守る姿勢に繋がっている。
ちなみにDXたちの母親のファレルが宮廷の礼儀作法を学ぶためにアカデミーに在学した際には、すでに女子生徒を監督する立場で働いていた。
アリス・ケリー
軍略研究家。騎士団に所属し幕僚補佐の役職に就いているほか、アカデミーでは講師として「戦略と指揮」の講義を担当している。
生徒の発言に対する口癖は「お粗末(クロップ)」。寮監であるR・ケリーの娘で、騎士団には母の反対を押し切り入団した。ルッカフォート将軍のファン。なお、既婚者で子供もいる。
デミトリ・ウィフテッド
植物学教授。地下の植物標本温室の管理もしている。元伝令兵。妻は元上司の部隊長で現在はバチカン公国に単身赴任している外交官のロクサーヌ。
あることを切っ掛けに、口が固く薬草に詳しい六甲を助手にする。息子の一人はアカデミーの学生（セイファス・ウィフテッド）で、アカデミー襲撃時で騎士として戦った。
ゼクスレン・レイブナード
声 - 小手伸也
剣技教官。騎士団の新兵教育係も務めていた人物で、正規軍からの派遣でアカデミーに出向いている。大柄で迫力ある強面の36歳。
「革命の真実」を知った後もルッカフォート将軍を尊敬しており、DXにも期待の目を向けていたが、ある事件を経て別の見地から彼の成長を見守ることに。革命の時分には、まだ騎士見習いとしてその場にいた。指導は厳しいが生徒に対する観察眼は確かで、フィルを従騎士候補生に推薦した。妻は元アカデミー生でソニアたちと同室だったシェラン（18歳）。妻との間に長男デルウィンが産まれた。

### ウルファネア
濤・竜葵（りゅうき とう）
リドの異母兄にして、ウルファネア五領の一つ、濤家の嫡男。武人然とした威圧感と、人の上に立つ器、更に一太刀で全てを断つ剣技を兼ね備えており、1対1の真剣勝負では神剣を携え本気を出したDXすら圧倒した。リドに剣を教えた人物であり、彼とは兄として様々な期待や立場の入り混じった複雑な関係となっている。気難しい性分で表情が判りにくいが、笑いを堪えるとなおいっそう表情が険しくなる。
いずれはウルファネア王である竜哭で上がると目される人物。
濤・満月（みつ とう）
リドの異母であり、竜葵にとっては実母に当たる。元々はリドの母親である凪（故人）が濤家の正室であったが子供に恵まれなかったため、ウルファネア王家（竜哭）から側室として遣わされたのが彼女である。彼女が竜葵を産み正室となった後に、凪がリドを授かった。位の高さに見合った気品と居住まいを持つ凛とした女性。本意では無い側室である自分をも大事に扱ってくれた夫の恩情に報いるために、リドのことも家族として大事に思っている。

### アトルニア王国騎士団
ノーバート
王国騎士団長であり、近衛騎士隊である「聖母の狼（コルンウォルフ）」隊の隊長。アカデミー騎士団編では王城騎士団を率いて浮遊鰐を撃退する大規模戦に参戦していたため王都には不在だった。女神杯編ではステファン卿と共に候補生の試合を観戦。ダンジョン編では傭兵騎士団と聖騎士団と共にアシュビー湖北岸の大湿地帯で大浄化魔法作戦に参戦。
ブレネース
高第三位将軍。スピンドル事件では警戒態勢を発令し、王城と市街地の防衛にあたった。ダンジョン編では巨災釣り上げ作戦の指揮を採る。
ジャム・ベルクロフト
騎士団員。弟はアカデミー生のレザムス・ベルクロフト。
コルネ
騎士団員。
ハーキュリー
騎士団員。ジャム・ベルクロフトにはハークと呼ばれている。

### 傭兵騎士団
ロックシェルト
傭兵騎士団団長。
灯環（トーワ）
傭兵騎士団所属の忍者。

### 聖騎士団
ベアハルト
聖騎士団長。

### 馬
アプローゼ
元王城騎士団の騎馬。今は相棒のスライファンと領地で隠棲している。人間だと65歳ぐらい。他の馬には大先輩として尊敬されている。経験豊富で物事に寛容な貴婦人。20年前の隣国との戦争の時に騎士団にいた。
アンスラン
若手ナンバーワンのエリートキャリアお嬢様。でも相手の実力を認める潔さも持っている。イメージはガラスの仮面の亜弓。
イヴェリー
王城騎士団歴3年目。まだ自信は持てないが現場の環境がいいのでがんばっている。おとなしく控えめな性格の馬だけど、槍試合では大健闘した。
リューム
王城騎士団歴5年目。DXの訓練に付き合ってくれる物好きな馬。新人騎士の教育にやりがいを見いだしている。ものおじしない世話好きな性格。
バレリア
王城騎士団歴は3年目だが、その前に1〜2年他の職種でキャリアを積んでいる。わりと情報通で情緒豊かな性格。尻についての詩を朗読する。
ジッリ
王城騎士団歴6年目。他の仕事はしたことがないが、この仕事に慣れている安定感。のんきで鷹揚な性格。ＤＸの尻をはんだ。
バニーラ
王城騎士団5年目。他の職種経験があって、市井で働いたことがあり、他の馬より口調が砕けている｡正直でハッキリした性格。

## 用語
以下に『Landreaall』作中の造語や、独特の扱われ方をしている用語に関して記述する。

### 地域・施設
アトルニア王国
アトルニア王国は十数年前まで王制を布いていた封建制議会政治国家。王都はフォーメリー。建国者は聖アトレで建国されたのは作中から400年以上前。文化的には中世から近代までのヨーロッパの雰囲気を持つ。
戦争に明け暮れた前王が革命により失墜して以降、王位は空席状態が続いているが、国内政治は貴族による議会制で円滑に復興が進んでいる。しかし革命には「隠された真実」があるらしいことを含めて、水面下では貴族間の政治的策謀や交錯も多い。国防の要となっているのが騎士団であるが、騎士の人数は作中現在で3700人程で、これは王国人口の3～4％に当たる。学生の主人公らにとっては、少しずつそういった時勢を学んでいる状態である。
本作では通常、国は強大な存在である“古の竜”のいる土地に興されるが、アトルニアは天馬との盟約に従い建国された「大陸で唯一の古の竜の加護を持たない国」である。その盟約に従い、騎士団や傭兵をはじめとした人の手で、国を危険種（モンスター）から守ってきた。そのため、王城には天馬が訪れる空中庭園がある。
ダンジョン編において、王城地下ダンジョンの更に下に竜の卵が眠っている事が判明した。
ドリップ・カテドラル
湖岸地帯に存在する踏破済ダンジョンのひとつで、全長約3km。騎士見習いが必ず試練を受ける訓練場所として使用されている。「刀自（ミストレス）」と呼ばれる150年前に大惨事（21の首の円卓）を引き起こした元一級危険種（現共存種）が生息している。
開拓地エカリープ
アトルニアの西端に位置する、元傭兵や退役軍人が中心となって興した地域。マリオンが火竜を封じた丘を中心に、リゲインが拝領した土地を開拓している。元々は国外れでモンスターも頻繁に出て来るような地域で、周辺地域には野盗も出没する。パティウス公国やバチカン公国などとの国境に近いこともあり、他国からの流入者もある模様で、六甲やその師父もそういった流入者であるらしい。DXは開拓開始直後にここで生まれた最初の子供である。
西交易街（オーバールーン）
バチカン公国とパティウス王国の国境に隣接する交易街である。『クレシェンド・マリオン』にてファレルとリゲイン、マリオンが出会った街でもある。
外周（フリンジ）
アトルニア王都周辺に広がる地域だが、近年まで同国が政治的に混乱していたこともあって治安は悪く、スリやカッパライは日常茶飯事、戦争孤児なども多い。フィルの出身地であるが、過去には「いかがわしい賭博場」に興味を抱いたティティが入り込んでカード賭博でボロ負け、危うく借金のカタに御大尽に売り飛ばされそうになったなどの曰くもある。作中現在は戦後混乱期からの復興もあって流入者も多いが、人も多く商売も盛んで、活気のある地域ともなっている。
ザンドリオ
アトルニア東方の国境にあった領地。アトルニア人とクレッサール人が友好的に過ごしていた土地であったが、クレッサール連合軍の襲撃によりほぼ壊滅した。その後、騎士団からの援軍はアトルニア人を守っていた友好的なクレッサール人をも殺してザンドリオは壊滅した。
フォーメリー・ロイヤル・スクール
通称「アカデミー」。アトルニア王国が騎士と聖職者育成の目的で創設した王国最大の学校。小学部から大学部まで併設されており、寮制を取っている。裕福な貴族の子女からなる「自費生」と、庶民でも才能を見出されて通う「奨学生」で大別されており、DXの友人ではフィルが後者に該当する。歴史が古いため、職員も知らない秘密の通路や貯蔵庫などが多数存在している。
バチカン公国
パンテルイモノス王国の属国の一つで、アトルニアからは西方に位置する。王国は主国と6つの属国により成り立っており、バチカン公国はその一つに当たる。文化的にはやや中華的な雰囲気を持つ。宗国王家の末姫であるウールンが国主を務める。神竜を奉る宗教があり、宗国の主宗教に於ける象徴的立場にあり庇護を受けているなど、実在のバチカンに似た地位である。火竜退治に際してDXが訪問し、神竜から一振りの剣を譲り受けた。
ウルファネア
アトルニア王国西方に位置する国家で、東洋的な文化を持つ。竜胆の出身国で、5本の竜脈が大地を統べており、それぞれの終点を祀る領地を「五領」と呼ぶ。学園編における竜胆とDXの相部屋は竜胆の個人的趣味でウルファネア調インテリアだが、畳や屏風・書など日本的な雰囲気も見出せ、また権力者の下にニンジャが付くなどもしている。五十四（いつよ）が六甲の名を聞いて所属を怪しむ描写などから、ニンジャのシステムに縁深い地域であることも伺われる。また優れたソードマスターとして“サムライ”と呼ばれるクラスも存在する。
クレッサール
アトルニア王国東方に位置する遊牧民国家、領土ではなく部族ごとに独立した統治を行っている。過去にアトルニア王国との間に戦争が起きている。
基本的に部族間は不干渉であるが、族長会議という場は設けているようである。
古の時代から伝わる呪術を用いる部族も存在する。過去に、国王の怒りを買って国外逃亡したカディス家が一頃逗留した国でもある。
パティウス公国
アトルニア王国の北西に位置し、バチカン公国の北に位置する国家である。マグナル・リースリング・ウィコナトル公子の出身地である。
パティウス王国やパディウス王国とも書かれていたりと、表記に揺れがある。現在はパティウス公国が正式名称である。
ハイ＝ネフィ王国
アトルニア王国の北に位置する国家。マリオンの出身国である。

### 役職・地位・称号など
片翼の天馬
第5位内の王位継承権を持つ者が装着できる印（紋章?）。天馬はアトルニア王家の象徴とされている。
玉階（キングメーカー）
アトルニアの王を決定する会議「円卓」のメンバーで、12人で構成される。玉階は議会によって決定され、王を決定する方法は円卓により決められるシステムが取られている。各々が継承候補者の中から1人を王に推挙し、選出した候補者が王になった場合は生涯運命を共にする関係となる。法律により、候補者は玉階に選ばれた場合、拒否権を持たない。
ニンジャ
ウルファネアに根付いている封建制度の一端で、権力者の家には人権を持たず使役されるニンジャと呼ばれる集団がいる。基本的に隠密活動を主体とするため、幼い頃より成長を止める薬入りの食品を与えられる。また、寿命が短く生殖機能も失っている。気を使った術も使う。番号によって役職が決まっており、六甲がかつて所属した六番は「殺戮」の戮（りく）を六と当て字している殲滅戦専門の超戦闘集団である。五十四が所属する五番は、警護と監視が主要任務らしい。このほか、作中の台詞より二番は物品の管理保管を、九番は治療を担当している模様。
「聖母の狼（コルンウォルフ）」隊
アトルニア王国騎士団の精鋭のみが選ばれる近衛騎士隊。アトルニア王国の正義の象徴。

### 能力・生物・アイテム
天恵
いわゆる「天から授かった才能」だが、専ら特殊な能力について用いられる。例として、ルーディーはジェム（後述）からその力を最大限に引き出す「喚起（チャーム）」、ティティは双子の妹とのテレパシー能力を持つなど、素質の方向性は様々。またマリオンのような洞詠士の能力（万物の念を詠む力）も天恵である。なお、天恵によっては本人が眠っている間も持続効果を持つ（パッシブスキル）もあり、メイアンディアの持つ力がこれに該当する。人がこれを授かっている割合は、自覚がない者を含めて約半数にも及ぶ。
リドが持っている天恵は特に発現が強力なもので「純天恵（クルール）」と呼ばれる。これは本人の意思に関わらず常に稼働し、力の総量も桁違いのものであるため、アトルニア以外の国では古の竜に関わるものである（ライナスはこういった天恵を持つ人間が偉くなった結果、形成された国家システムなのではないかと推測している）。
なお作中世界では、ファンタジー作品によく見られる「魔法」は、実在しない架空の力として周知されている。
ジェム
作中世界では、特殊能力を持つ石のことをジェム（宝玉とも）と呼ぶが、どうやら鉱物に限らず生物的な結石の類も含まれる模様。様々なジェムが作中に登場しており、単なる照明として使われるものから治療・解呪・探知といったものが描かれている。中には装飾用の宝石としても使われるものがあり、イオンがルーディーから貰ったジェム付きアクセサリーは、静かな暗いところでほのかに光る性質がある。鉱泉と呼ばれる場所で結晶化するらしく、ここから定期的に採取される。小さい頃のライナスは、鉱泉を捜し歩くのが趣味だったとか。
ジェムは他にも窓ガラスやコップ、眼鏡のレンズなどにも用いられており、生活に欠かせないものとなっている。
聖名（ホーリートーン）
アトルニア王国の王族筋の長男に慣習的に与えられる、本当の名前。基本的にその名は公にせず、代わりにアルファベット二文字による公共名を使う。劇中ではDX、ティ・ティ（TT）などがそれにあたる。
聖名を他人に知られると呪殺等の危険があるため、婚約者などにしか本当の名前は教えられない。
古の竜（ドラゴン）
世界最強の生物。上述の項で記したように、パンテルイモノス王国やパティウス公国を始めとした竜の拠る地は、その強大な力と絶大な神性によって危険種を寄せ付けず、数千年もの時を守護されることとなる。ただし竜が発現すればその国は滅ぶため、その眠りを妨げてはならず、竜を鎮めるために様々な誓約を持つことになる。この力による恩恵を人々が受けることから、徐々に国家が形成されていったらしい史観が登場している。
本編でその存在が確認されているのはエカリープの火竜、パンテルイモノスの神竜、ウルファネアの地竜、パティウスの黒角竜などで、黒角竜は中でも最強とされる。
竜創
ドラゴンによって負わされた傷全般を指すが、厳密にはドラゴンの体組織が食い込んでいる状態。高い生命力を持つドラゴンの組織と、当人の体組織が混ざり合って治癒している。見た目はタトゥーのような感じになるものらしく、一応無害だが、竜創のある部分の骨は非常に硬くなり（後述のレッセ・フェール以上の硬度を誇る）、唯一ドラゴンの強固な表皮を貫き通す威力を持つ武器（ドラゴンスレイヤー）になることから、大変な希少価値を持つ。DXは火竜退治にて右腕に竜創を負い、これ目当ての盗賊に付け狙われているほか、ライナスには「（各種便宜の対価として）死後右腕の骨を譲る」という契約の機会を伺われている。
DXの竜創は病んで正気を失っていた火竜によって付けられたもので、火竜が正気に戻り「自身のいる場所を生涯の半分を掛け災厄から守る」と誓約したことで火竜の庇護の力も持つ。強力な呪いに対してリフレクト（いわゆる「呪い返し」）や無効化ができるほど、絶対的なものではないが、即死の呪いの効き目を遅らせる効果を示した。ただし、これはDXの竜創（火竜）のケースを挙げた一例で、他の竜による竜創の持つ効果に付いては不明。
神剣
DXにバチカンの聖峰に住まう竜を統べるものである神竜が与えた剣。僅かにでも竜の逆鱗に触れることによって、その魂を正しい流れに導く力を持つ。本来は一本の長剣であったが、DXは刃を砕き二振りの短剣に打ち直し、それぞれレッセ・フェールと銘を付けた。また砕いた際に欠けた破片はイオンの棍や六甲の武器に仕込まれた。神竜から賜る宝を天逢と呼ぶため、ウールンは「天逢神剣」と呼んだ。
危険種
いわゆるモンスター。野生では多くの生物が存在しており、危険種が持つ習性などによって人的被害がもたらされる場合には、騎士団や傭兵団などが対応に当たっている。アトルニアは竜の加護がないため特に多くの種類の危険種が出現する地域である。留学生であるマグナルが、アトルニアを危険種研究の宝庫と称したのはこれに起因している。
なお、DXがエカリープで親しくなっていた槍熊（レーカーベア）は危険種ではないため、もし人が殺してしまった場合は罪に問われる。通常の野生動物などは"野生種"と呼ばれる。
馬
この世界の馬は人間と対等な生き物で、共存して暮らしている。馬は人の言葉（の意図）がわかるけど人は馬の言葉がわからない。 馬は人の頭の中を覗き見できるけど、馬独特の見え方なので「心が読める」とは違う。馬は人を心理誘導できるけど、双方の同意がないのにそれをするのは馬的には「やや品のない・相手に失礼」な行いなので、基本的にはやらない。覗くだけ。
王城騎士団と契約し、騎士団に所属する「就職している馬」を騎馬という。騎馬は危険でもあり、技能職でもあるので、使命感と誇りを持って仕事をしている。騎士団に所属しつつ、特定の騎士と専属契約をする馬もいる（アプローゼなど）。
騎士候補生を担当している騎馬は全員雌馬で、人間でいうと「年齢20代後半」のイメージ。雄馬は王城外の任務が多い。

### 出来事・事件
アブセント・プリンセス
「不在の王女（アブセント・リルアーナ）」とも云われる王城の伝説の一つ。アトルニアの先王と先の王妃ルクレイシアの子で、行方不明となっている"王女リルアーナ"のことを指す。王族、議会、王城の間でも絶対のタブー視がされているほどの話題となっている。
ルクレイシアはリゲインの従姉弟にあたるため、リルアーナはDXとイオンにとってはとことなる。
革命の真実
アトルニア王国で20年ほど前に起こった「革命」、その内容の真実のこと。
当時起こっていた隣国クレッサールとの戦争、これは前王の"病"と私怨によって引き起こされた益のない、国を疲弊させるだけのものであった。この件において騎士団や議会内でクーデターが画策され、前王への退位が迫られた結果、前王は自害した。これによりアトルニアはしばらく"王"を持たない国家となる。これが「革命」である。
しかし実際には王はリゲイン・ルッカフォートによって殺害されており、当時反乱計画の中心人物であったオズモ・ホルストは急遽「王の自害」というシナリオを成立し、国家の安定を保つことに成功した。これが「革命の真実」となる。リゲインを英雄視する人物が多いのも、この真実を知り「王を裏切った」と揶揄する人物がいるのもこのためである。また真実に気付きながらも尚、リゲインを尊敬する者も多く、DXの身近な人物ではゼクスレンがそれに当たる。
この"真実"を知る者の内ですら、リゲインが王を殺害した"動機"を知る者は少ない。この動機こそが「革命の真実の真相」に当たるとして、リゲインからDXに伝えられている。"真相"を知る者はこの二人の他にはクエンティンのみである。

## 書誌情報
- おがきちか 『Landreaall』 一迅社〈ZERO-SUMコミックス〉、既刊43巻（2025年1月27日現在）
  1. 2003年3月26日発売[6]、ISBN 4-7580-5026-0
  2. 2003年8月25日発売[7]、ISBN 4-7580-5045-7
  3. 2004年2月25日発売[8]、ISBN 4-7580-5061-9
  4. 2004年7月24日発売[9]、ISBN 4-7580-5086-4
  5. 2004年12月25日発売[10]、ISBN 4-7580-5110-0
  6. 2005年6月25日発売[11]、ISBN 4-7580-5153-4
  7. 2005年12月24日発売[12]、ISBN 4-7580-5200-X
  8. 2006年6月24日発売[13]、ISBN 4-7580-5227-1
  9. 2006年12月25日発売[14]、ISBN 4-7580-5262-X
  10. 2007年5月25日発売[15]、ISBN 978-4-7580-5287-0
  11. 2007年11月24日発売[16]、ISBN 978-4-7580-5318-1
  12. 2008年6月25日発売[17]、ISBN 978-4-7580-5353-2
  13. 2008年11月25日発売[18]、ISBN 978-4-7580-5375-4
  14. 2009年5月25日発売[19]、ISBN 978-4-7580-5414-0
  15. 2009年11月25日発売[20]、ISBN 978-4-7580-5461-4
  16. 2010年5月25日発売[21]、ISBN 978-4-7580-5504-8
  17. 2010年12月25日発売[22]、ISBN 978-4-7580-5561-1
  18. 2011年6月25日発売[23][24]、ISBN 978-4-7580-5608-3 / ISBN 978-4-7580-5609-0（限定版）
  19. 2011年12月24日発売[25]、ISBN 978-4-7580-5663-2
  20. 2012年6月25日発売[26][27]、ISBN 978-4-7580-5716-5 / ISBN 978-4-7580-5717-2（限定版）
  21. 2012年12月25日発売[28][29]、ISBN 978-4-7580-5769-1 / ISBN 978-4-7580-5770-7（限定版）
  22. 2013年6月25日発売[30][31]、ISBN 978-4-7580-5822-3 / ISBN 978-4-7580-5823-0（限定版）
  23. 2014年1月25日発売[32][33]、ISBN 978-4-7580-5875-9 / ISBN 978-4-7580-5876-6（限定版）
  24. 2014年6月25日発売[34][35]、ISBN 978-4-7580-5919-0 / ISBN 978-4-7580-5920-6（限定版）
  25. 2014年12月25日発売[36][37]、ISBN 978-4-7580-5976-3 / ISBN 978-4-7580-5977-0（限定版）
  26. 2015年7月25日発売[38][39]、ISBN 978-4-7580-3079-3 / ISBN 978-4-7580-3080-9（特装版）
  27. 2016年2月25日発売[40][41]、ISBN 978-4-7580-3163-9 / ISBN 978-4-7580-3164-6（特装版）
  28. 2016年7月25日発売[42][43]、ISBN 978-4-7580-3206-3 / ISBN 978-4-7580-3207-0（特装版）
  29. 2017年2月25日発売[44][45]、ISBN 978-4-7580-3246-9 / ISBN 978-4-7580-3247-6（限定版）
  30. 2017年9月25日発売[46][47]、ISBN 978-4-7580-3312-1 / ISBN 978-4-7580-3313-8（特装版）
  31. 2018年5月25日発売[48][49]、ISBN 978-4-7580-3352-7 / ISBN 978-4-7580-3353-4（特装版）
  32. 2018年11月24日発売[50][51]、ISBN 978-4-7580-3402-9 / ISBN 978-4-7580-3403-6（特装版）
  33. 2019年5月25日発売[52][53]、ISBN 978-4-7580-3435-7 / ISBN 978-4-7580-3436-4（特装版）
  34. 2019年12月25日発売[54][55]、ISBN 978-4-7580-3476-0 / ISBN 978-4-7580-3477-7（特装版）
  35. 2020年6月25日発売[56][57]、ISBN 978-4-7580-3517-0 / ISBN 978-4-7580-3518-7（特装版）
  36. 2020年12月24日発売[58][59]、ISBN 978-4-7580-3568-2 / ISBN 978-4-7580-3569-9（特装版）
  37. 2021年6月24日発売[60][61]、ISBN 978-4-7580-3618-4 / ISBN 978-4-7580-3619-1（特装版）
  38. 2021年12月25日発売[62][63]、ISBN 978-4-7580-3683-2 / ISBN 978-4-7580-3684-9（特装版）
  39. 2022年7月25日発売[64][65]、ISBN 978-4-7580-3762-4 / ISBN 978-4-7580-3763-1（特装版）
  40. 2023年2月25日発売[66][67]、ISBN 978-4-7580-3854-6 / ISBN 978-4-7580-3855-3（特装版）
  41. 2023年9月25日発売[68][69]、ISBN 978-4-7580-3927-7 / ISBN 978-4-7580-3928-4（特装版）
  42. 2024年5月28日発売[70][71]、ISBN 978-4-7580-8514-4 / ISBN 978-4-7580-8515-1（特装版）
  43. 2025年1月27日発売[72][73]、ISBN 978-4-7580-8639-4 / ISBN 978-4-7580-8640-0（特装版）
- おがきちか 『Landreaall ドラマCD付き単行本 女神のクッキー・クエスト』 一迅社〈IDコミックス ZERO-SUMコミックス〉、2015年7月25日発売[74]、ISBN 978-4-7580-3087-8

## ドラマCD
- Landreaall（2006年3月24日発売）
学園編のオリジナルストーリー。
休暇にティ・ティの別荘に遊びに行くことになったDXたち。しかし、レイのせいで呪いを解くための宝探しをするはめになる。
- Landreaall-2 アカデミー七不思議（2006年12月22日発売）
同じく学園編のオリジナルストーリー。キャストとして新たにカイル・タリーズ（声：高橋広樹）が加わる。
DXの偽者が現れた?!正体を探るため、DXたちは学園七不思議を調べ始める。
- Landreaall-3 アカデミー芸術祭（2008年1月25日発売）
同じく学園編のオリジナルストーリー。
今回は芸術祭を舞台に大騒ぎ!　
語り継がれている“将軍と女傭兵と歌姫の竜退治”と、“その息子の英雄譚”をDXらが演じることに!
- Landreaall -ミュージアム・バルへようこそ- comic zero-sum cd collection 37（2006年6月24日）
原作Act35からAct38（7巻、8巻）の話をドラマCD化
一迅社より発売された通販限定CD
- 王冠とりんご  (2011年1月5日)
17巻限定版特別付録
- 夢見るジャム  (2012年1月5日)
19巻限定版特別付録
- CRESCENDO MARION  (2013年1月5日)
21巻限定版特別付録
- おうさまだーれだ？  (2014年2月5日)
23巻限定版特別付録
- 騎士にくちづけ  (2015年1月5日)
25巻限定版特別付録
- 女神のクッキー・クエスト(2015年8月5日)
ドラマCD付き単行本
- 竜のかけらと勇者の半分   (2016年3月5日)
27巻限定版特別付録
- サーキッツ アンド パンプス  (2019年6月5日)
33巻限定版特別付録
- シノビ会  (2020年7月5日)
35巻限定版特別付録

## OVA
2017年2月25日発売の単行本第29巻限定版にDVDで収録されている。ストーリーはオリジナル。

### スタッフ
- 原作・監修 - おがきちか
- 監督 - 合田浩章
- キャラクターデザイン - 猪股雅美
- 脚本 - 木村暢
- 音楽 - 酒井良
- 音響監督 - 原口昇
- アニメーション制作 - ウィルパレット